# Arthur Herr
Arthur Herr (* 20. August 1891 in Olmütz; † 17. Oktober 1986 in Sondelfingen) war ein deutscher Bibliothekar und Volksbildner.

## Leben
Von 1901 bis 1908 besuchte er die deutsche Realschule in Olmütz. Von 1908 bis 1915 studierte er Germanistik und Romanistik an der Universität Wien. Nach der Promotion 1915 (Dissertation über den Prager Schriftsteller Wolfgang Adolf Gerle) war er von 1921 bis 1925 Leiter der deutschen Stadtbücherei in Olmütz. Von 1925 bis 1945 war er Stadtbuchwart und Leiter des Stadtmuseums in Varnsdorf. Von 1940 bis 1945 leitete er die staatliche Volksbüchereistelle für den Regierungsbezirk Aussig in Varnsdorf. 1941 erhielt er den Sudetendeutschen Kulturpreis. Nach der Ausweisung 1945 aus der Tschechoslowakischen Republik in die Sowjetische Besatzungszone war er von 1946 bis 1948 Angestellter der Thüringischen Landesstelle für das Büchereiwesen in Jena. Nach der Umsiedlung 1948 in die Amerikanische Besatzungszone arbeitete er von 1954 bis 1965 an einer Sammlung für das dann vom Collegium Carolinum herausgegebene Biographische Lexikon zur Geschichte der böhmischen Länder. Er war Träger der Goldenen Ehrennadel der Sudetendeutschen Landsmannschaft.

## Schriften (Auswahl)
- Das Büchereigesetz und unsere Büchereibewegung. Eger 1919, OCLC 1187252950.
- Offenes Schreiben an den Herrn Außenminister Dr. Kamil Krofta. Warnsdorf 1936, OCLC 22404045.
- Die Aufgaben der „Gesellschaft für deutsche Volksbildung“. Reichenberg 1937, OCLC 72539589.
- Sudetendeutsches Erbe und großdeutsche Schule. Reichenberg 1940, OCLC 1186326534.